# Nordwestblock

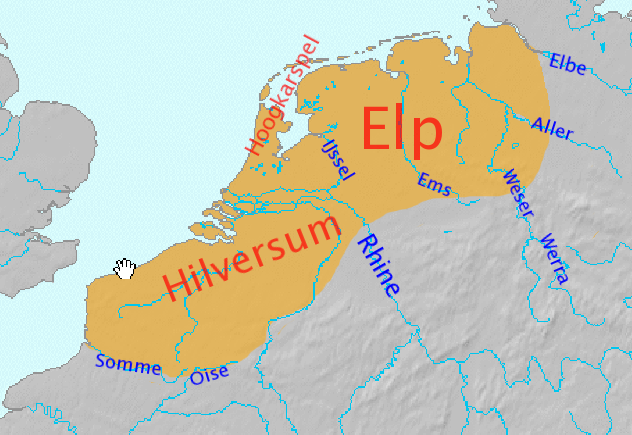

A Nordwestblock elméleti kulturális kategória, illetve ezen alapuló régió, amelyet a 20. századi régészeti-nyelvészeti kutatások eredményeként számos kutató javasol Európa északnyugati részén élő bronzkori kultúra megjelölésére. A kifejezést elsősorban a Werra, Aller, Somme és Oise folyók által határol területen (azaz a mai Hollandia, Belgium, Észak-Franciaország és Németország nyugati része) élő, vas és bronzkori (i. e. 3-1 évezred között) népekre alkalmazzák.
A kategória használatát legelőször 1962-ben javasolta Rolf Hachmann történész, Georg Kossack régész és Hans Kuhn nyelvész. Munkájuk a belga nyelvész Maurits Gysseling kutatásaira épül, aki viszont a szintén belga Siegfried De Laet régésztől kapta az eredeti ötletet. Gysseling eredeti javaslata szerint kellett léteznie egy nyelvnek, amely a germán és kelta nyelvek között helyezkedett el és nagyjából a mai Belgium területén elő népek (ld. Belgae) használták.
A Nordwestblock kifejezést a német nyelvész Hans Kuhn alkotta meg, aki a Belgium területén élő törzseket sem a keltákhoz, sem a germánokhoz nem sorolta be, vagyis ennek a népcsoportnak külön identitást és kultúrát tulajdonított. Kuhn és követői szerint a régiót a keletebbről érkező germán népcsoportok csak legkorábban az i. e. 1 sz.-ban érték el, és ekkortól növekedett meg a germán nyelv és kultúra befolyása. Egy másik belga nyelvész, Luc van Durme kutatásai szerint a Németalföldön beszélt nyelvekben szinte teljesen hiányzik a kelta befolyás bármilyen emléke. Ennek némileg ellentmond, hogy mindkét belga nyelvész által a belga „ősnyelv” létezésére bemutatott adatok megerősítik mind a germán, mint a kelta befolyást.

## Nyelvi kutatások

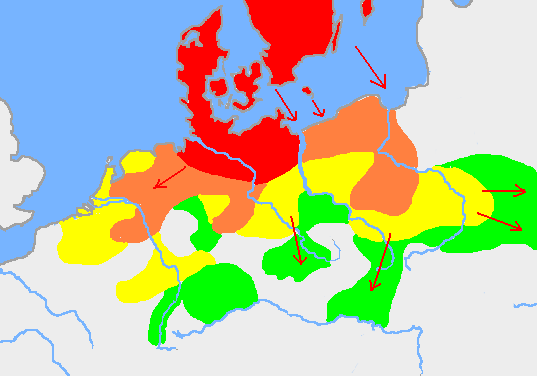
Kora vaskori germán törzsek terjeszkedése
Szállásterület i. e. 750 előtt
Szállásterület i. e. 500 körül
Szállásterület i. e. 250 körül
Szállásterület i. sz. 1 körül

A vaskori Nordwestblock népek nyelvére vonatkozóan Kuhn azt feltételezi, hogy venét nyelv állt legközelebb hozzá, míg mások a rétorománnal, illetve az eredeti kentum vagy illír nyelvvel hozzák összefüggésbe. Gysseling feltételezése szerint léteznie kellett egy eredeti „belga” nyelvnek, amely a germán és a kelta nyelvcsaládok között állt és a venét vagy más italikus nyelvekkel állt közelebbi kapcsolatban.
Peter Schrijver holland nyelvészprofesszor és a kelta nyelvek szakértője a Nordwestblock által elfoglalt terület nyelvészeti, lexikai és tipológia jellemzőit kutatta és azt vizsgálta, hogy vajon létezett-e egy olyan, korábban ismeretlen nyelv, amely a vonaldíszes kerámia kultúrájával állt szoros kapcsolatban és befolyásolhatta a térségben később kialakuló germán és újlatin nyelveket. Schrijver feltételezi, hogy létezett egy, az indoeurópai nyelvcsaládot megelőző kultúra, amelyet az újkőkorszakra jellemző i. e. 5500–4500 körül virágzó lineáris fazekasstílussal azonosított. Ennek a csoportnak az egyetlen túlélőit a mai északnyugat-kaukázusi népekben vélte felfedezni. Az elmélet szerint, bár minden indoeurópai nyelv fejlődésére hatással lehetett ez az ismeretlen nyelvcsoport, de legnagyobb hatását mégis az Alpoktól északra, a mai Belgiumot és a Rajna-völgyét is magába foglaló területen kifejlődött kelta nyelvekben lehet felfedezni.
Meglehetősen bizonytalan, hogy az első germán népek mikor érkeztek meg a Nordwestblock népeinek tulajdonított területre, amelyet hagyományosan az északi bronzkori kultúrával azonosítottak, míg a germán törzseket inkább a Harpstedt-Nienburger csoporttal, illetve a Jastorf-kultúrától nyugatra élő népekkel azonosították. A térség történelme során a két népcsoport összeolvadhatott és a germán kultúra bizonyos mértékben elterjedhetett a másik csoportban. A mai Hollandia területén elő népeket a római kor előtti népvándorlások mindenesetre kevésbé érintették. Kb. az i.sz. 1 sz.-tól kezdve alakult ki a környéken a nyugat-germán dialektusok egyik csoportja, a "Weser-Rhine" vagy rajnai német nyelv csoport, amelyből a 4. sz.-tól kezdve az ófrank is kialakult.
Összességében elmondható, hogy nyelvészeti alapon a Nordwestblock létezését sem egyértelműen elfogadni, sem elutasítani nem lehet. J. P. Mallory angol nyelvész szerint a kérdés megválaszolatlan volta, illetve a besorolás bizonytalansága is arra utal, hogy akár az európai történetírás kezdetéig (azaz lényegében a római korig) fennmaradhattak olyan nyelvi csoportok, amelyek semmilyen mai nyelvészeti rendszerbe nem illeszthetők be.

## Régészeti leletek

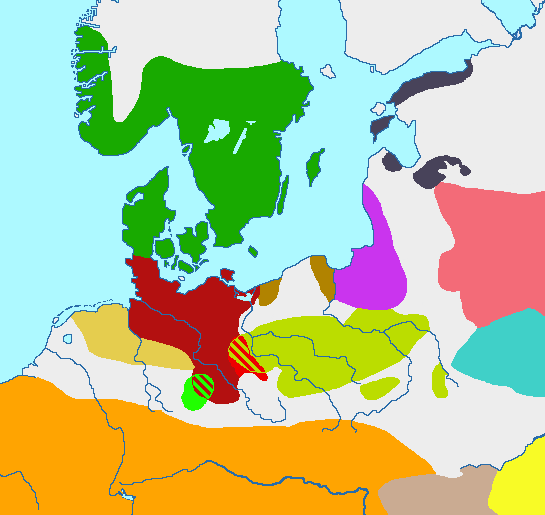
Késő vaskori Európa térképe. Jastorf.csoportot sötétvörös jelöli, a Harpstedt-Nienburger csoportot sárga szín, amely szomszédos a zölddel jelölt északi (proto-skandináv) csoportokkal, részben átfedi a Przeworsk kultúra területét keleten és a Przeworskból származó Gubiner csoport területét délen.

A Nordwestblock létezését alátámasztó, illetve az elmélet igazolására általában felhasznált régészeti leletek időben mintegy i. e. 3000-ig nyúlnak vissza. A csoport által elfoglalt területeken számos, egyedi kultúrát tártak fel, ami nem feltétlenül a Nordwestblock létezését támasztja alá. Ezek például a harangedényes kultúra, amelynek eredetét a Hollandia-Rajna-völgye közötti területekre teszik, mivel számos elemet átvett a korai Kurgán (v. csatabárdos) kultúrából, amely
A réz-bronzkor közé datálható, a Nordwestblocknak tulajdonított területen kifejlődött harangedényes kultúra (i. e. 2700–2100) később a Barbed Wire Beakers kultúrává fejlődött (i. e. 2100-1800). Az időszámítás előtti második évezredben a Nordwestblock területe a határ az atlanti és az északi bronzkor találkozási vonalánál feküdt, amit általánosan a Rajna folyásával azonosítanak. Északra a következő fejlődési lépést az Elp kultúra jelentette (i. e. 1800-800), amelyet leginkább a gyenge minőségű kerámiaedények ("Kümmerkeramik") jellemeztek és később beleolvadt az Urnfield kultúrába (i. e. 1200-800). A déli régiót a Hilversum kultúra dominálta (i. e. 1800-800). I. e. 800-tól kezdve a térséget erős hatás gyakorolt a Hallstatti kultúra. A jelenleg általánosan elfogadott nézetek szerint a németalföldi régióban a vaskori kulturális változások általában nem a kelta befolyásnak köszönhetők, hanem a helyi bronzkori kultúrák szerves továbbfejlődésének.
Az időszámítás előtti utolsó évszázadokban az Elp kultúra korábbi területein jelenik meg a feltehetően germán eredetű Harpstedt kultúra, amely nyugatra található a bizonyosan germán Jastorf kultúrátóll, míg a déli részek beolvadnak a kelta eredetű La Tène kultúrába, amely jórészt egybevág Julius Caesar megállapításával, aki megjegyezte, hogy a Rajna jelenti a választóvonalat a kelták (nyugaton) és a germánok (keleten) között.
A római kori fejlődés után rohamos visszaesés következett be a birodalom hanyatlásával párhuzamosan, és a korábban importáruként beszerzett kerámiák, fémtárgyak és pénzérmék eltűnésével szinte változatlanul jelentek meg a korábban a vaskorra jellemző szokások és termelési módszerek.

## A római kor
A környék első történelmi feljegyzései a római hódítás korából maradtak fenn: Tacitus az i. e. 1 sz.-ban szintén azt jegyezte fel, hogy a szóban fordó terület választja el a gall (kelta) és a germán törzseket.
A területen élő törzsek a Batavians, Belgae, Chatti, Hermunduri, Cheruscii, Usipi, Tencteri és az Usipetes voltak. Julius Caesar galliai hadjárata során is a Rajna vonalát vette alapul a germán és a kelta törzsek által elfoglalt területek meghatározására. A Belgae törzset a gallok közé sorolta az általuk elfoglalt terület miatt – ebben semmilyen, a mai értelemben vett néprajzi vagy nyelvészeti ismeretre nem támaszkodott.

## Vallás, mitológia
A Nordwestblock területe volt az otthona számos pogány istenségnek, amelyet semmilyen nyelvi kapcsolat nem köt a szomszédos kelta vagy germán kultúrákhoz, mint például Nehalennia and Nerthus. A Rajna alsó folyásánál feltűnően magas volt a hármas istenségek száma, mint például (Matres vagy Matronae latinul, amely viszont közeli rokonságot mutat az ősgermán v. őskelta Nehalennia istennővel. Egyes hármas istenségek csak egy-egy etnikai csoport számára voltak fontosak, mint például a Hamavehic vagy a Hiannanefatic istenségek a Chamavi és Cananefates törzsek számára.
Dumézil elmélete szerint a hármas istenségek koncepcióját a legkorábbi indoeurópai népeknek lehet tulajdonítani. Szintén elképzelhető, hogy a Nehalennia, Tanfana istennők, a Batavians törzs főistene, Donar (aki a rómaiak mint Hercules Magusanus ismertek), valamint a frízek Fosite istene mind római kor előtt ezen a területen élő népek istenei voltak eredetileg.
Mivel ezeknek a régi isteneknek is vegyes, kelta és germán gyökereket lehet tulajdonítani, így tulajdonképpen nem lehet ezeket sem a Nordwestblock létezésének bizonyítékaként felhozni.

## Genetikai kapcsolat
A Nordwestblock népeinek genetikai vizsgálata szerint a népességben jelent voltak az Y-kromoszóma bizonyos DNS szekvenciái: a haplogroup R1b (kb. a népesség 70%-ban) és a haplogroup I (a népesség 25%-ban). A két markert általában az erőteljes eurázsiai befolyással, a cro-magnoni emberrel és az aurignaci kultúrával, illetve a későbbi Gravettian kultúrával azonosítják, amely kb. i. e. 20-25000 évvel ezelőtt érkezett Európába a Közel-Keletről.
Igen kis mértékű szub-szaharai befolyást mutat a haplogroup E (Hg E3b1a, >5%)megjelenése. Hasonlóan alacsony a haplogroup R1a1 előfordulási aránya, amely feltehetően az utolsó jégkorszakban a mai Ukrajna területén jelent meg és a Kurgán kultúra egyik jellegzetessége volt. Az R1a1 előfordulási gyakorisága a csehek és szlovákok között 26,7%, a németek között 6,2%, és a hollandoknál mindössze 3,7%.Ez az érték a magyarok esetében 60%, míg az ukránok esetében 57%.
Ezzel ellentétben a Haplogroup R1b előfordulási gyakorisága éppen ellentétes eloszlású, a hollandoknál az érték 70,4%, a németeknél 50%, míg a magyar népesség 13,3%-ában található meg.
Azt az elméletet, amely szerint a Nordwestblock egy elkülönült, sem a kelta, sem a germán népekhez nem tartozó csoport volt, a fenti kutatások egyike sem igazolja: egyik jelzőcsoport sem utal határozott genetikai elkülönültségre.

## Lásd még
- Hollandia történelme
- Belgium történelme
- Bronzkor
- Vaskor